# ウルグアイの在外公館の一覧

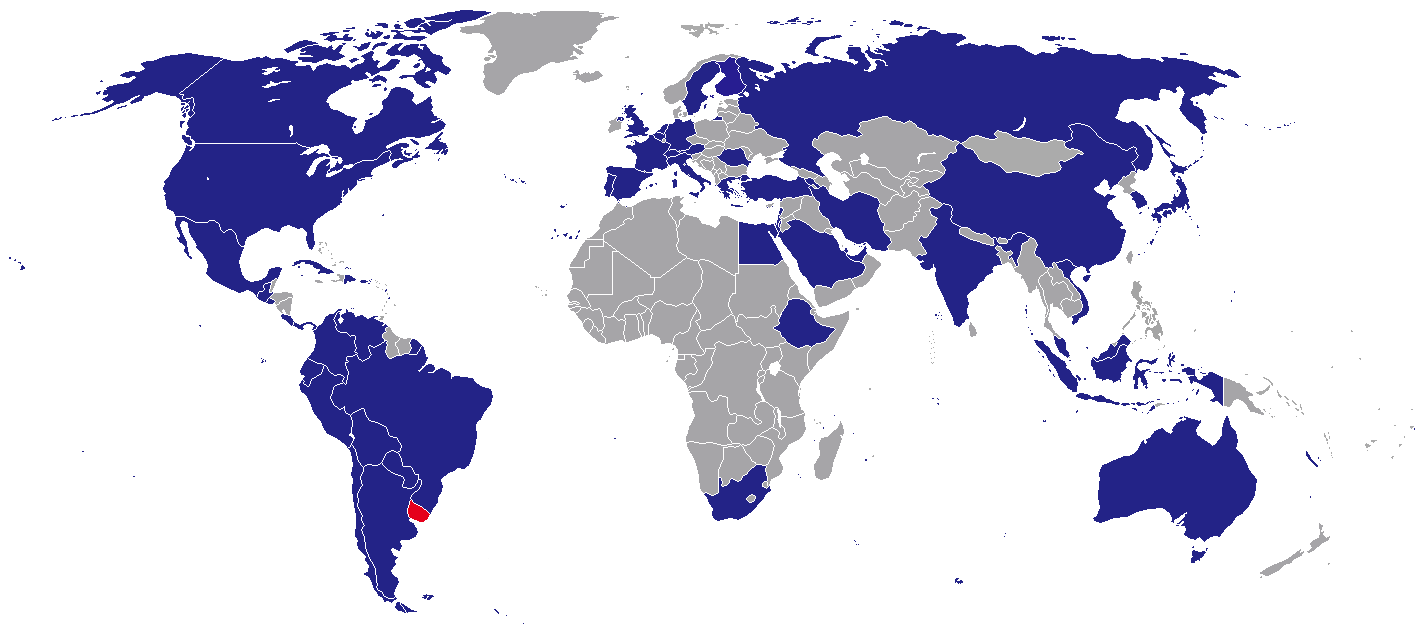
ウルグアイの大使館や領事館を持つ国の地図。

この項目は名誉領事館を除く、ウルグアイの外交使節団の一覧である。

## ヨーロッパ
- ドイツ
  - ベルリン （大使館）
  - ハンブルク （総領事館）
- オーストリア
  - ウイーン （大使館）
- ベルギー
  - ブリュッセル （大使館）
- スペイン
  - マドリード (大使館)
  - バルセロナ (総領事館)

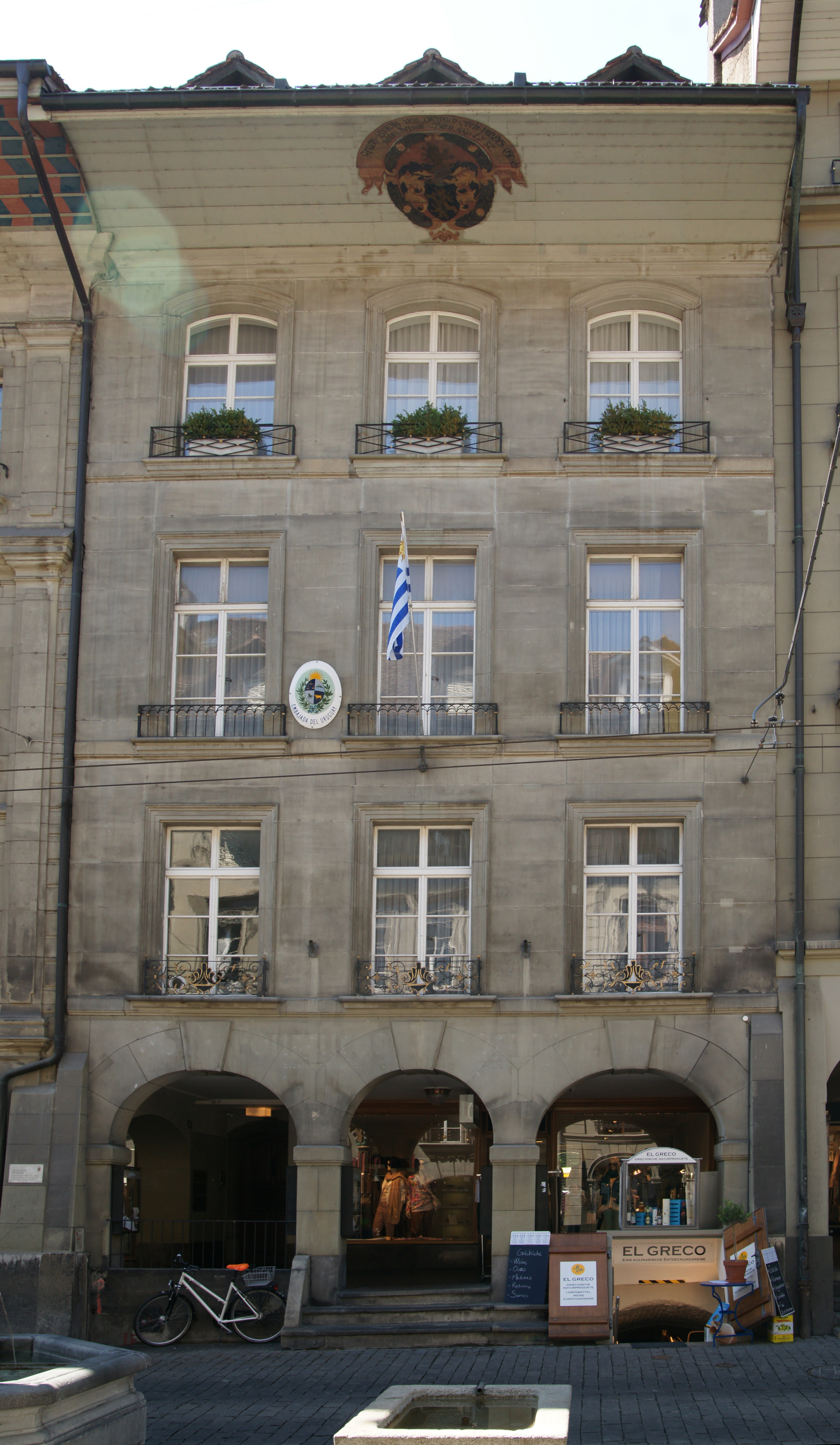
スイス、ベルンのウルグアイ大使館

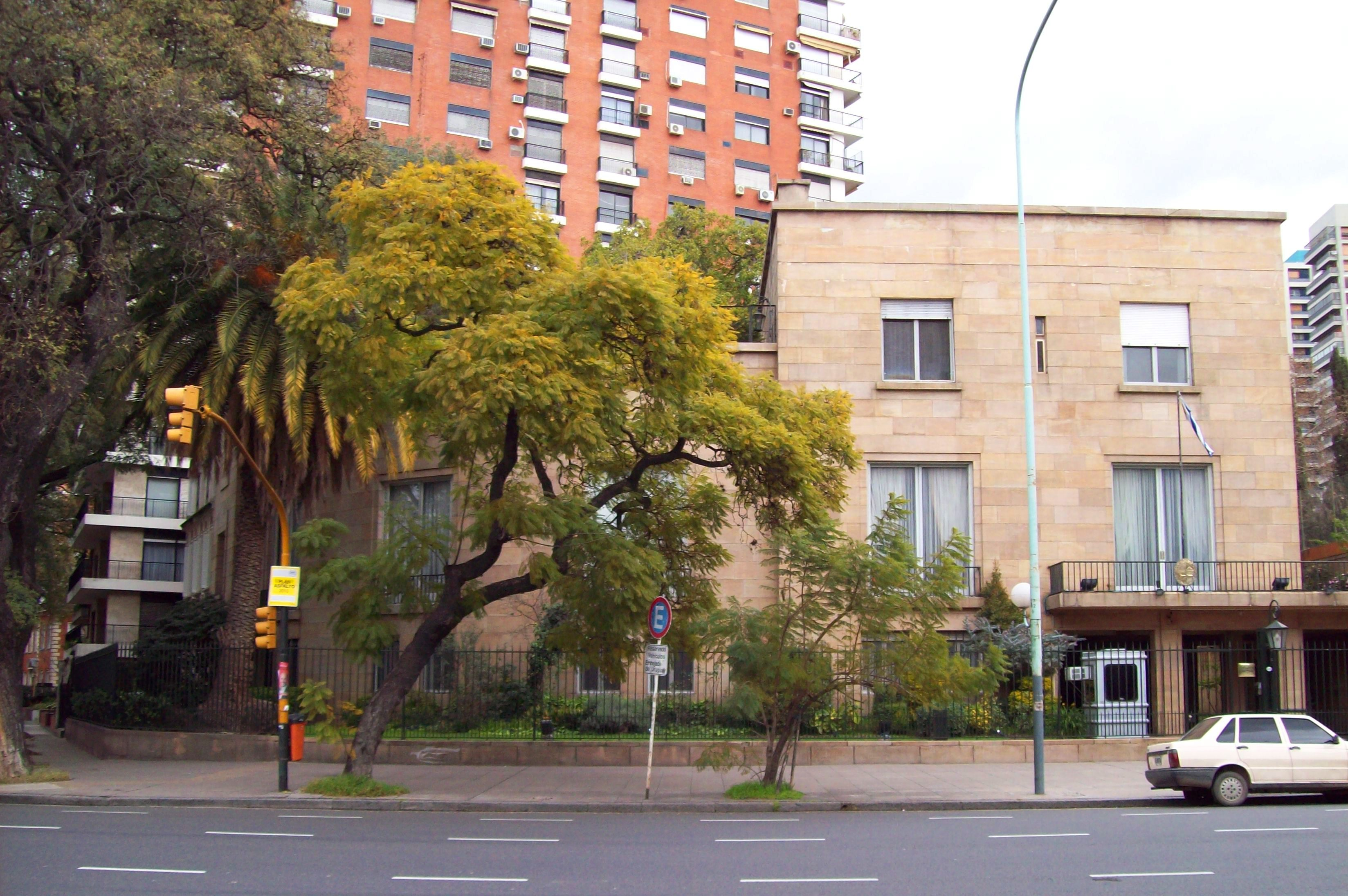
アルゼンチン、ブエノスアイレスのウルグアイ大使館

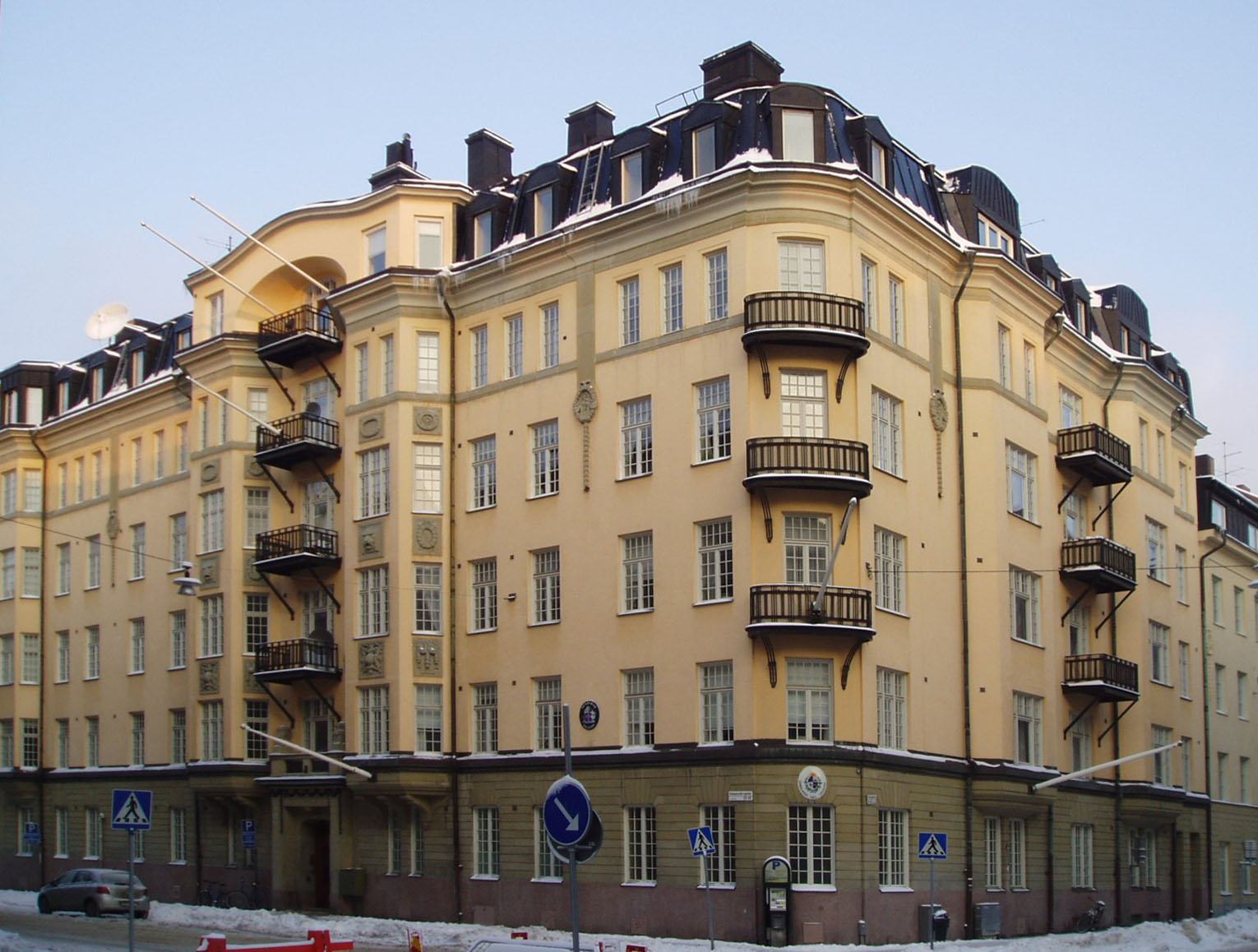
スウェーデン、ストックホルムのウルグアイ大使館

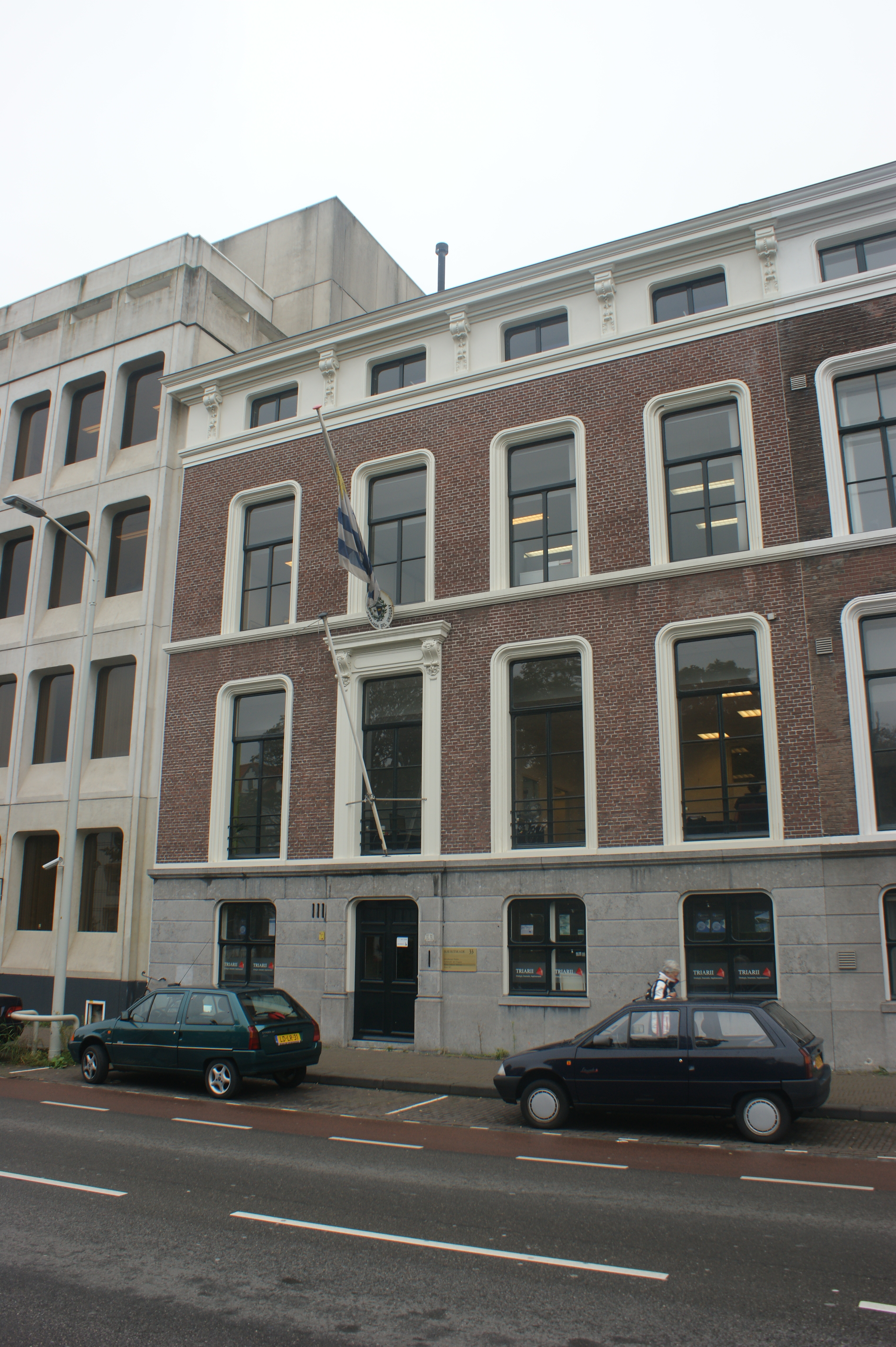
オランダ、デン・ハーグのウルグアイ大使館

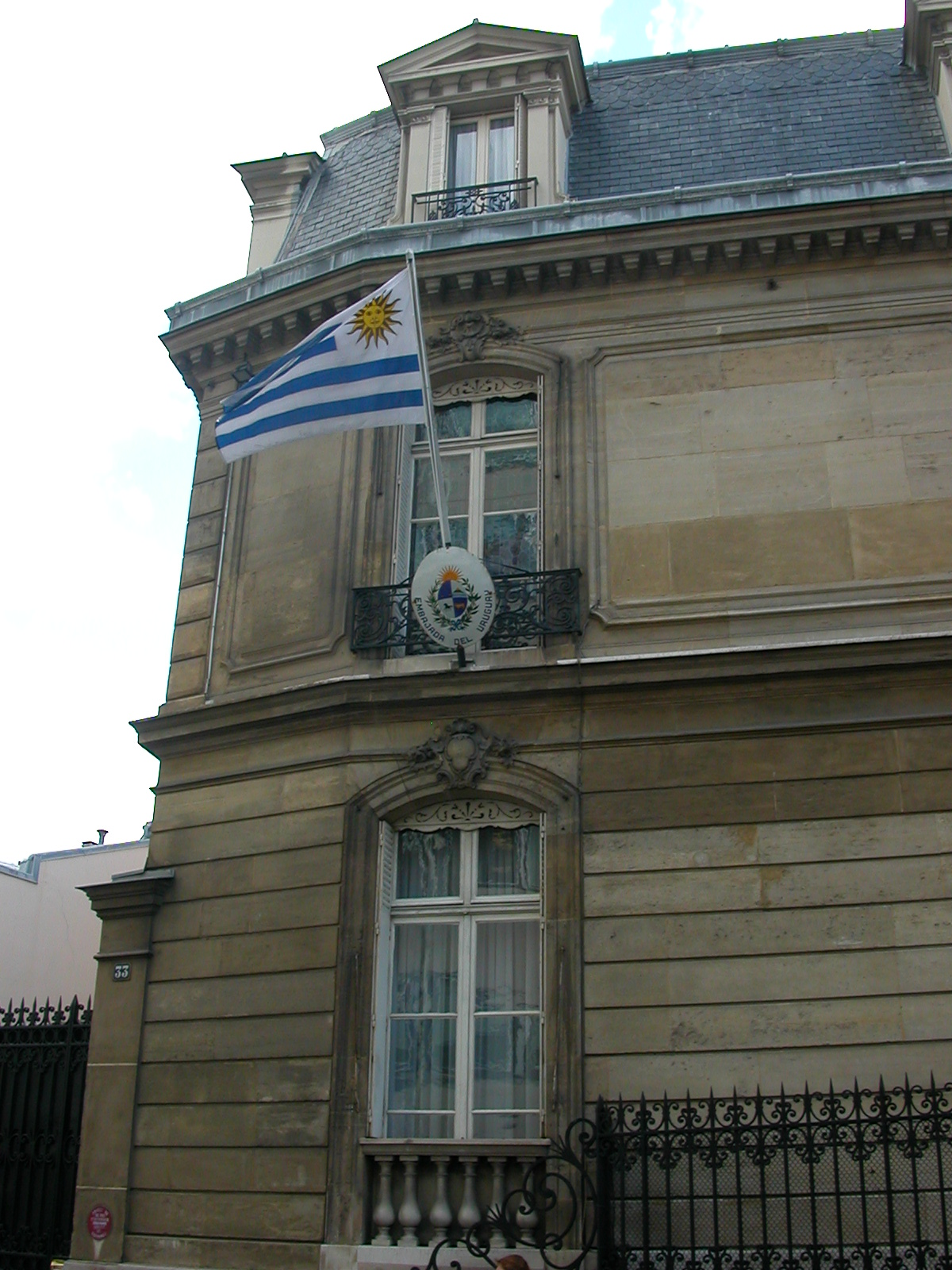
フランス、パリのウルグアイ大使館

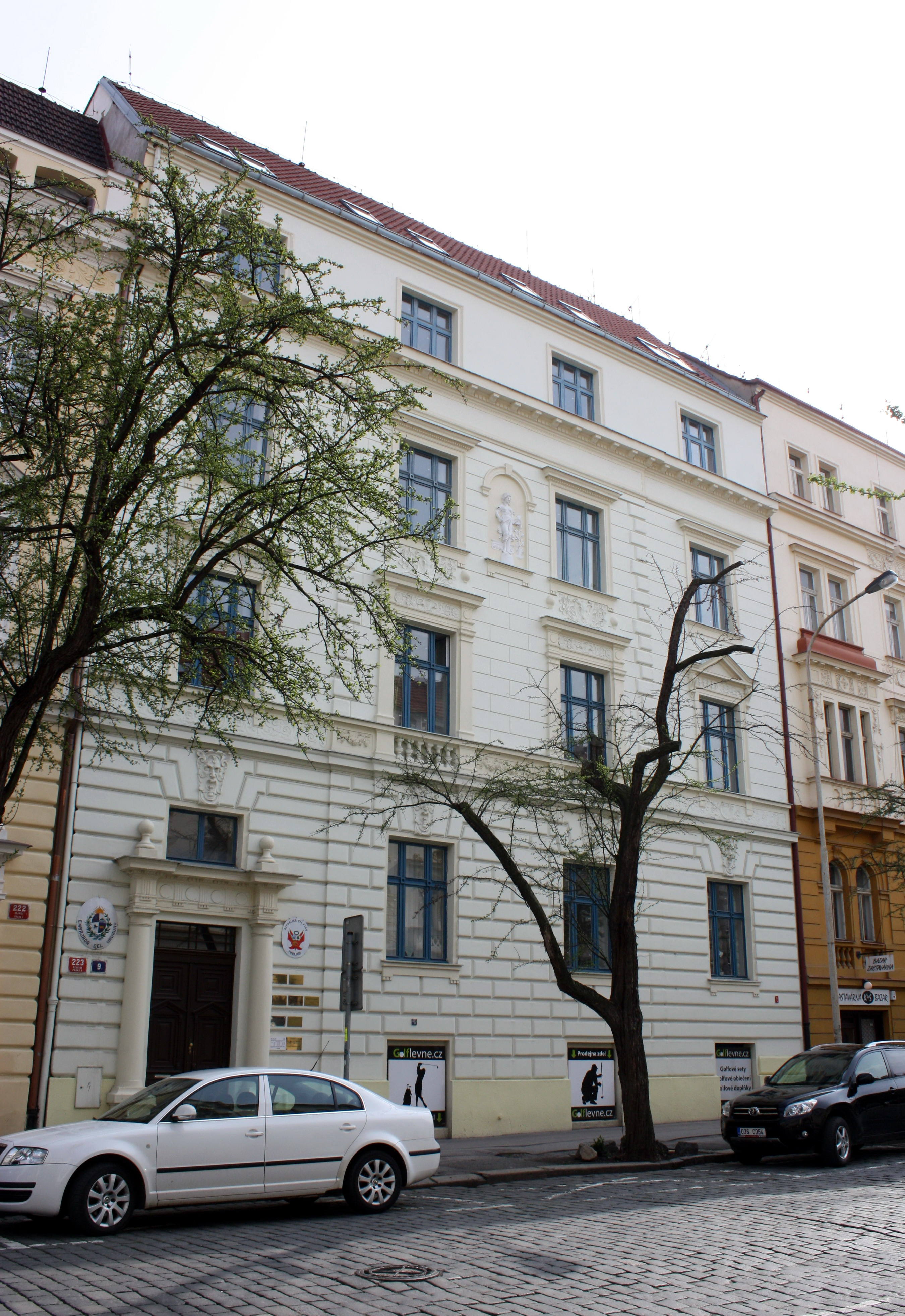
チェコ、プラハのウルグアイ大使館

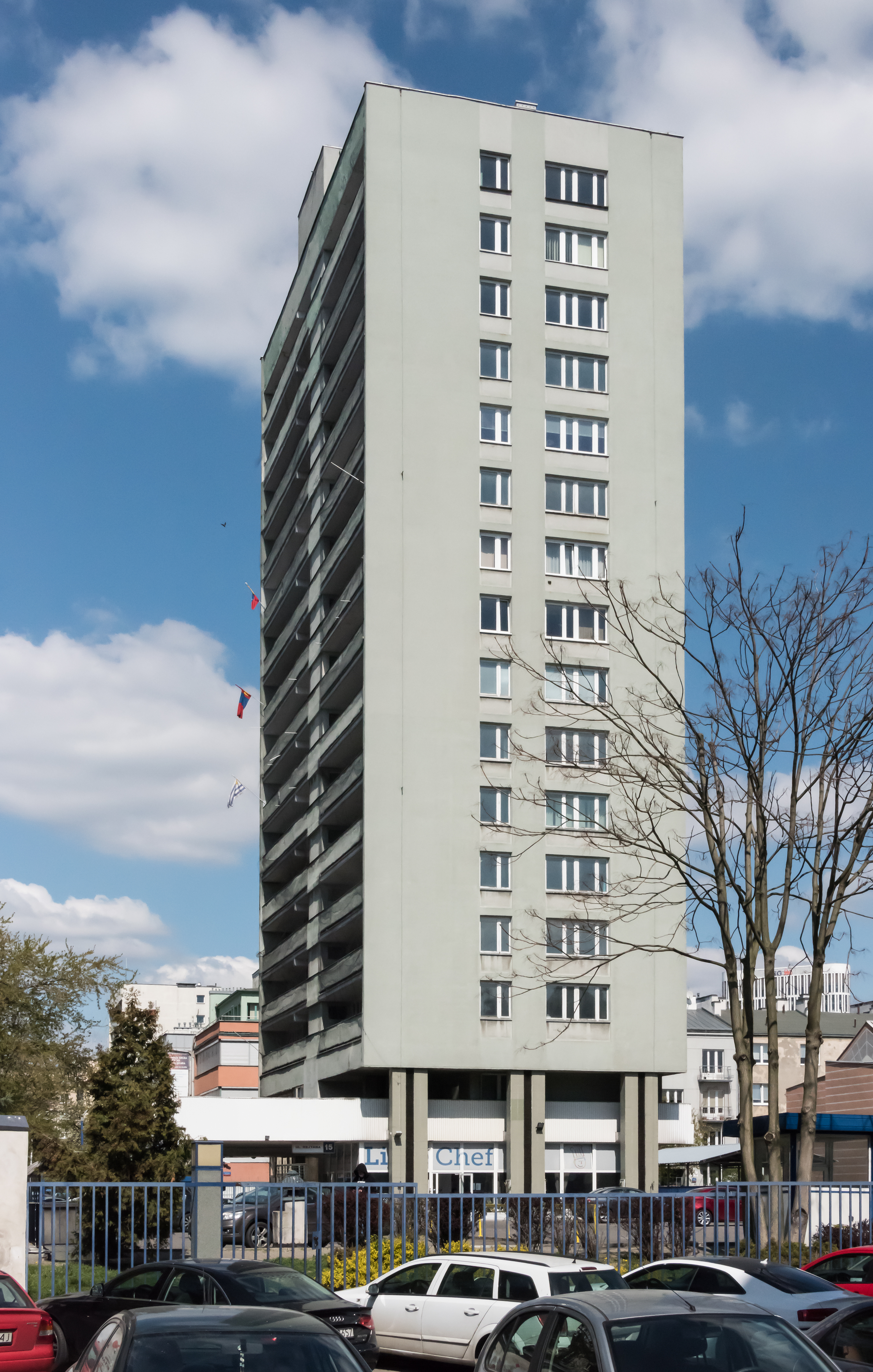
ポーランド、ワルシャワのウルグアイ大使館

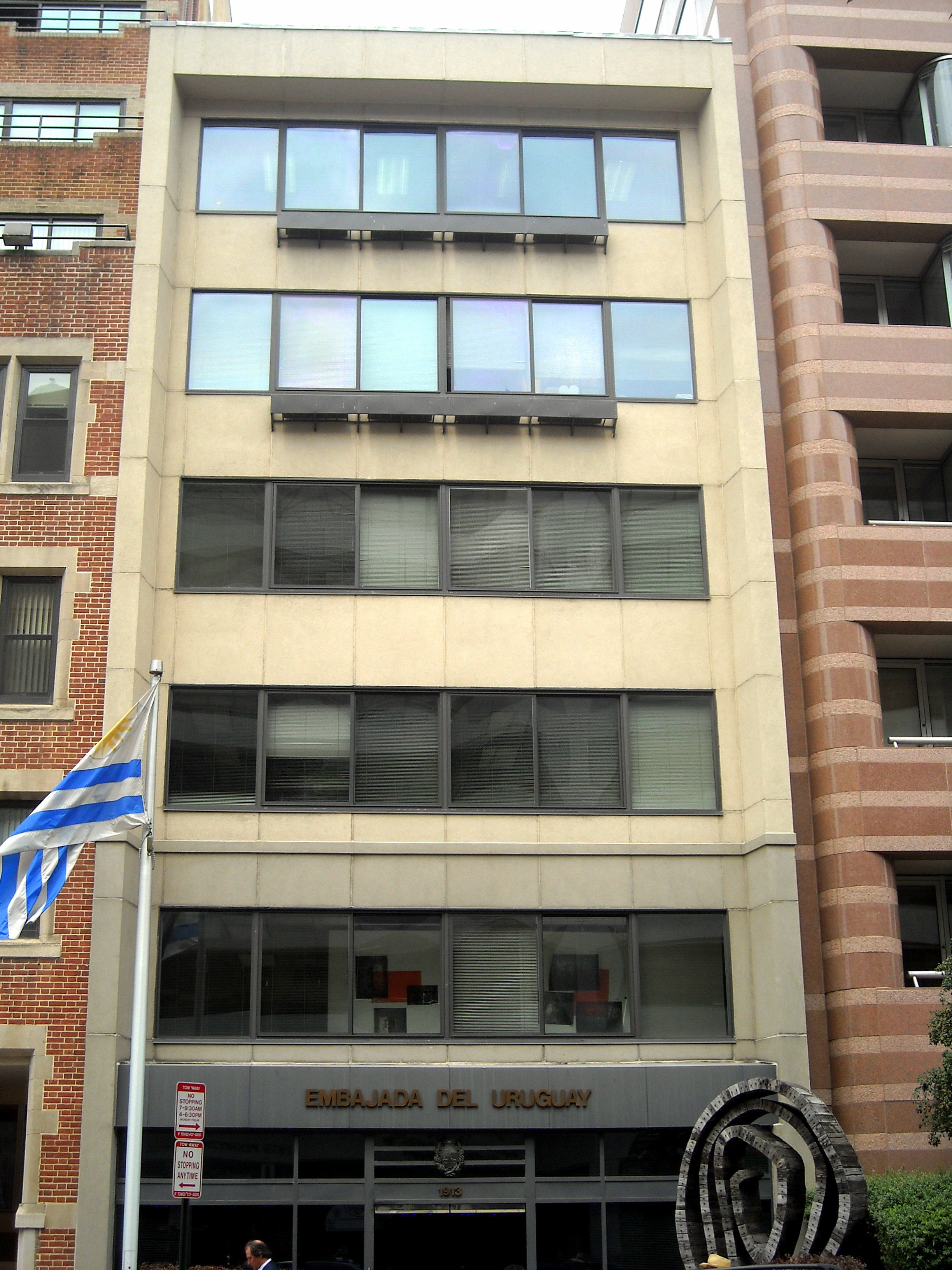
アメリカ合衆国、ワシントンD.C.のウルグアイ大使館

  - ラス・パルマス・デ・グラン・カナリア （総領事館）
  - サンティアゴ・デ・コンポステーラ （総領事館）
  - バレンシア （総領事館）
- フランス
  - パリ （大使館）
- ギリシャ
  - アテネ （大使館）
- イタリア
  - ローマ （大使館）
  - ミラノ （総領事館）
- オランダ
  - デン・ハーグ （大使館）
- ポーランド
  - ワルシャワ （大使館）
- ポルトガル
  - リスボン （大使館）
- イギリス
  - ロンドン （大使館）
- チェコ
  - プラハ （大使館）
- ルーマニア
  - ブカレスト （大使館）
- ロシア
  - モスクワ （大使館）
- 聖座
  - バチカン (ローマに位置) （大使館）
- スウェーデン
  - ストックホルム （大使館）
- スイス
  - ベルン （大使館）

## 中北米
- カナダ
- コスタリカ
- キューバ
- ドミニカ共和国
- エルサルバドル
- グアテマラ
- メキシコ
- ニカラグア
- パナマ
- アメリカ合衆国

## 南米
- アルゼンチン
- ボリビア
- ブラジル
- チリ
- コロンビア
- エクアドル
- パラグアイ
- ペルー
- ベネズエラ

## 中東
- サウジアラビア
  - リヤド（大使館）
- アラブ首長国連邦
  - ドバイ（総領事館）
- イラン
  - テヘラン（大使館）
- イスラエル
  - テルアビブ（大使館）
- レバノン
  - ベイルート（大使館）
- カタール
  - ドーハ（大使館）

## アフリカ
- エジプト
  - カイロ（大使館）
- 南アフリカ共和国
  - プレトリア（大使館）

## アジア
- 中国
  - 北京（大使館）
  - 上海（総領事館）
- 大韓民国
  - ソウル（大使館）
- インド
  - ニューデリー（大使館）
- 日本
  - 東京（大使館）
- マレーシア
  - クアラルンプール（大使館）
- ベトナム
  - ハノイ（大使館）

## 多国間機関
- ブリュッセル（欧州連合ウルグアイ代表部）
- ジュネーヴ（国際連合及びその他の国際機関のウルグアイ代表部）
- ニューヨーク（国際連合ウルグアイ代表部）
- パリ（国際連合教育科学文化機関ウルグアイ代表部）
- ローマ（国際連合食糧農業機関ウルグアイ代表部）
- ウィーン（国際連合ウルグアイ代表部）
- ワシントンD.C.（米州機構ウルグアイ代表部）